# Безкороваев, Георгий Гаврилович
Гео́ргий Гаври́лович Безкорова́ев (26 ноября (8 декабря) 1870 — не ранее 1918) — русский офицер-артиллерист, полковник (1915). Герой Первой мировой войны.

## Биография
Из потомственных дворян, православного вероисповедания. Уроженец Терской области.
Общее образование получил во Владикавказской классической гимназии.
В июне 1889 года, во Владикавказе, вступил в военную службу вольноопределяющимся 2-го разряда, был зачислен в 77-й пехотный Тенгинский полк и командирован на двухгодичные Военно-училищные курсы Московского пехотного юнкерского училища.
По окончании по 1-му разряду курса училища, в августе 1891 года произведен в подпоручики и выпущен в 3-ю пешую вылазочную батарею Брест-Литовской крепостной артиллерии.
В июле 1895 года произведен в поручики, затем был переведен в расквартированную в Пултуске (Царство Польское) 8-ю артиллерийскую бригаду 8-й пехотной дивизии 15-го армейского корпуса.
18 декабря 1897 года поручик 8-й артиллерийской бригады Безкороваев назначен старшим адъютантом Управления начальника артиллерии 15-го армейского корпуса, с оставлением в списках той же бригады; в июле 1898 года произведен в штабс-капитаны.
В июне 1903 года отчислен от занимаемой должности и переведен в 15-ю артиллерийскую бригаду, расквартированной в Одессе. В августе 1904 года, за выслугу лет, произведен в капитаны, со старшинством  с 19.07.1902.
Высочайшим приказом от 22 сентября 1904 года капитан 15-й артиллерийской бригады Безкороваев был переведен в Главное артиллерийское управление Военного министерства (Санкт-Петербург), с зачислением по полевой пешей артиллерии. Назначен помощником столоначальника названного Управления. С 1-го ноября 1908 года он — столоначальник Главного артиллерийского управления; с 18 ноября 1908 года — подполковник.
В 1910 году окончил курс Офицерской артиллерийской школы с оценкой «успешно». В ноябре того же года назначен командиром батареи 8-го мортирного артиллерийского дивизиона (г. Тирасполь), а в июне 1912 года — командиром 5-й батареи 15-й артиллерийской бригады (в Одессе).
На январь 1914 года — был женат на уроженке Лифляндской губернии евангелическо-лютеранского вероисповедания, имел три пасынка (22-х, 21-го и 19-ти лет) и падчерицу 18-ти лет.
С июля 1914 года Безкороваев — участник Первой мировой войны во главе своей батареи, входившей в состав войск 15-й пехотной дивизии 8-го армейского корпуса, действовавшего на Юго-Западном фронте. В апреле 1915 года произведен в полковники.
В феврале 1916 года назначен командиром 1-го дивизиона 103-й артиллерийской бригады, в мае того же года — командиром 2-го дивизиона 102-й артиллерийской бригады; в августе того же года возвращён на прежнюю должность командира 1-го дивизиона 103-й артиллерийской бригады. В феврале 1917 года был назначен командиром 1-го дивизиона 15-й артиллерийской бригады.
После Октябрьской революции 1917 года в Петрограде и, затем, распада Российской империи, полковник Бескороваев в 1918 году продолжил военную службу в украинской армии гетмана Скоропадского. В сентябре 1918 года он командир 17-го лёгкого артиллерийского полка, с 30.09.1918 — помощник командира 5-й лёгкой артиллерийской бригады. Сведения о дальнейшей его судьбе отсутствуют.

## Награды
- Медаль «В память царствования императора Александра III» (1896)
- Орден Святого Станислава 3-й степени (ВП 15.05.1899)
- Орден Святой Анны 3-й степени (ВП 06.12.1905)
- Орден Святого Станислава 2-й степени (ВП 06.12.1908)
- Медаль «В память 300-летия царствования Дома Романовых» (1913)
- Орден Святой Анны 2-й степени (ВП 03.02.1914)
- Орден Святого Владимира 4-й степени с мечами и бантом (ВП 19.02.1915, страница 20)
- мечи к имеющемуся ордену Святой Анны 2-й степени (ВП 19.02.1915, страница 21)
- мечи к имеющемуся ордену Святого Станислава 2-й степени (ВП 19.02.1915, страница 22)
- Георгиевское оружие (18.04.1915; утв. ВП 10.11.1915), — …за то, что в бою 27 августа 1914 года у Гродека, быстро выехал с батареей, с целью поддержки полка, на занятую нами с боя совершенно открытую позицию у д. Корчмаровка и в течение 3-х дней почти безпрерывно отбивал днём и ночью атаки противника, чем помог нашей пехоте удержаться в занятых ею позициях. [5]
- мечи и бант к имеющемуся ордену Святой Анны 3-й степени (утв. ВП 23.12.1915)
- мечи и бант к имеющемуся ордену Святого Станислава 3-й степени (утв. ВП 12.06.1916)
- Орден Святого Владимира 3-й степени с мечами (ВП 04.09.1916)